# KADOKAWA Game Linkage
株式会社KADOKAWA Game Linkage（カドカワ ゲーム リンケージ）は、情報誌の出版、Webメディアの運営といったゲームメディア事業、プロゲーマーチームのマネジメントやゲームイベントの企画・プロデュースを中心としたeスポーツ事業を主業務とする日本の企業。株式会社KADOKAWAの完全子会社。

## 概要
KADOKAWAとドワンゴの経営統合の一環として、両社のゲーム情報のリソースを2015年4月にKADOKAWA・DWANGO（現・株式会社KADOKAWA）に「ゲーム情報ポータル事業」として集約、事業持株会社内で運営してきたが、カドカワ設立以後、Webサービス領域ではエンタテインメント業界を中心に様々なサービスが現れ、出版領域や映像・ゲーム領域等でも急激に進むネット化やメディアの多様化など大きな変化が続いている。こうした環境変化に対応し、企業価値を向上するため、2017年7月3日にカドカワ株式会社（現・株式会社KADOKAWA）から分社設立したのがGzブレインである。
事業の中核としては『週刊ファミ通』や『ファミ通.com』に代表される自社のゲーム情報メディアやゲーム分野のマーケティング、グループ会社であるドワンゴの『niconico』で行われているゲーム実況を核にしたユーザーコミュニティがあり、これらのノウハウを活用している。このノウハウを元に『闘会議』などのeスポーツイベントを主催または協賛するほか、ゲーム実況者やeスポーツプレイヤーによるゲーム情報チャンネルを立ち上げるなどしている。

## 沿革
- 2017年
  - 7月3日 - カドカワ株式会社（現・株式会社KADOKAWA）のゲーム情報ポータル事業本部の会社分割により、ゲーム情報ポータル事業を担う株式会社Gzブレイン（資本金1億円）を設立[4][5]。
- 2018年
  - 2月 - niconico、Gzブレイン、JeSUの共同主催で「JAEPO×闘会議2018」を開催[6]。
  - 3月 - eスポーツ選手のマネジメント事業に参入し、プロゲーミングチーム「FAV gaming」を設立[7][8]。
  - 2月9日 - eスポーツ総合情報メディア「ファミ通AppVS」を開設[9]。
  - 4月27日 - ゲームコンテンツに特化した常設型コラボカフェ「Gzカフェ」を池袋にてオープン[10]。
  - 5月21日 - 資本金の額を4億円減少することを公告[11]。
  - 6月11日 - プロゲーミングチーム「FAV gaming」に格闘ゲーム部門を新設[12]。
  - 12月12日 - プロゲーミングチーム「FAV gaming」にレインボーシックス シージ部門を新設[13]。

- 2019年
  - 1月18日 - eスポーツプラットフォームアプリ「ESPERNETWORK（エスパーネットワーク）」の配信を開始[14]。
  - 1月 - Gzブレイン、niconico、日本アミューズメント産業協会、JeSUの共同主催で「JAEPO×闘会議×JeSU 2019」を開催[15]。
  - 4月1日 - 会社分割によりカドカワ株式会社（現・株式会社KADOKAWA）の子会社から株式会社KADOKAWA（現・株式会社KADOKAWA KEY-PROCESS）の子会社となる[16]。
  - 7月1日 - 会社分割により株式会社KADOKAWA（現・株式会社KADOKAWA KEY-PROCESS）の子会社からカドカワ株式会社（現・株式会社KADOKAWA）の子会社となる[17]。
  - 7月1日 - 株式会社ドワンゴから電ファミニコゲーマーのゲーム攻略サイト事業「電ファミWiki」を取得。
  - 10月1日 - 会社分割により株式会社KADOKAWAのIPクリエイション事業本部コミック&キャラクター局電撃ゲームメディア編集部のコミックコンテンツ編集課を除く一切の事業を承継し、株式会社KADOKAWA Game Linkageに商号変更。本店所在地も東京都中央区から文京区に移転[18]。
- 2020年
  - 10月1日 - マーケティング本部にかかわる一切の業務を株式会社角川アスキー総合研究所に譲渡[19]。
- 2021年
  - 10月1日 - 株式会社KADOKAWAから電子商取引サイト「エビテン（ebten）」の運営管理並びに「エビテン（ebten）」 で取り扱うゲーム関連商品の企画制作及び売買に係る一切の事業を譲受[2]。

## メディア事業

### 出版事業
発売はKADOKAWA。
現在の出版物
- 週刊ファミ通（毎週木曜日発売）[20]
- B's-LOG（毎月20日発売）[21]
- 電撃Nintendo（偶数月21日発売）
- てれびげーむマガジン（偶数月1日発売）
- 別冊スペシャルてれびげーむマガジン（不定期）
- ファミ通App Android
- ぴこぷり

これまでの出版物
- 電撃PlayStation
- オトメイトマガジン
- モンスターマガジン

### Webメディア
- ファミ通.com
- ファミ通App
- ファミ通AppVS
- B’s-LOG.com
- 電撃オンライン

### 動画・生放送
- ファミ通チャンネル[22]
  - [英美里・美佑といっしょにグラブル！(グランブルファンタジー 加藤英美里・高木実佑 出演）]
- ファミ通App ※YouTubeチャンネル
- ファミ通App VS ※YouTubeチャンネル
- ぼくらのファミ通チャンネル[23] ※YouTubeチャンネル（ニコニコユーザーチャンネルは既に閉鎖）
- ファミ通ゲーマーズDXチャンネル[24]
- 今井麻美のSSGチャンネル[25]
- 青木瑠璃子のI have Controller[26]
- 中島由貴のふたりげーむ
- ファミ通presents ウマ娘研究会!

過去に提供
- 土岐隼一&広瀬淳のガルスコ[27]
- ユリコちゃんねる[28] ※現在は株式会社ドリーム・ネットワークス提供
- 闘.ch[29]
- オトメイトチャンネル[30]
- ファミ通Appニコ生部[22]
- ファミ通presents WUGちゃんねる![31]
- ゲーム実況天国 ※現在は株式会社シアン提供
- 原由実の○○放送局 大盛[32]
- 江口拓也・八代拓の『さんたく!!!』-3択バラエティ-[33]※リニューアル後はKADOKAWA提供

### ゲームマーケティング事業
過去に提供
- f-ism.net（Famitsu Intelligence Strategic Marketing Net）[34]  ※現在は株式会社角川アスキー総合研究所提供
- ファミ通ゲーム白書 ※現在は株式会社角川アスキー総合研究所提供

## eスポーツ事業

### イベント事業
- 闘会議

### プロゲーミングチームマネジメント
- FAV gaming（ファブゲーミング）[8]
  - クラッシュ・ロワイヤル部門 - けんつめし他が所属。
  - レインボー シックス シージ部門
  - 格闘ゲーム部門

### eスポーツプラットフォーム
過去に提供
- ESPERNETWORK[14]

## その他事業

### 電子商取引サイト
- エビテン（ebten）

### 賞・コンテスト
- ファミ通・電撃ゲームアワード
- お笑いゲームネタNo.1決定戦 ゲームネタグランプリ

過去に開催
- ファミ通アワード

### ゲームコンテンツコラボカフェ
過去に運営
- Gzカフェ[10]